# 查爾斯·哈拉克
查爾斯·紹爾·哈拉克（英語：Charles Shaul Hallac，1964年10月20日—2015年9月9日）是一名美國商人，前貝萊德聯席總裁。

## 早年生活和教育
哈拉克出生於特拉維夫，在蹣跚學步時移居菲律賓。他在一個猶太家庭長大。他畢業於馬尼拉國際學校。他於1986年取得布蘭戴斯大學經濟學與電腦科學的學士學位。

## 職業生涯
從畢業到1988年，哈拉克在第一波士頓擔任房貸產品組的協理。
1988年貝萊德成立之初，他以第一位員工的身份加入貝萊德，為公司建立技術和營運基礎。他為公司購買了第一台電腦，並創建了阿拉丁系統，同時也是BlackRock Solutions的共同創始人之一，該公司由他經營至2009年。
2009年，哈拉克成為貝萊德的營運長，一直服務到2014年。

## 榮譽
2001年，哈拉克與他的同事班尼特·戈魯布（Bennett Golub）獲得《風險》頒發的「年度資產管理風險經理」獎。

## 個人生活
哈拉克與妻子及三個孩子住在紐約州斯卡斯代爾。他在被診斷出罹患大腸癌四年後，於2015年9月9日在紀念斯隆-凱特琳癌症中心逝世，享年50歲。